# Charlie Villanueva
Charlie Alexander Villanueva (Queens, New York, 24. kolovoza 1984.) američki je profesionalni košarkaš. Igra na poziciji krilnog centra, a trenutačno je član NBA momčadi Detroit Pistonsa. Izabran je u 1. krugu (7. ukupno) NBA drafta 2005. od strane Toronto Raptorsa.

## Srednja škola
Villanueva je svoju prvu godinu proveo u srednjoj školi "Newtown High School" u Queensu, saveznoj državi New York. Sljedeće tri godine proveo je na "Blair Academy" u Blairstownu, savezoj državi New Jersey. Na posljednjoj godini dobio je priznanje u All-American momčad i izabran je igrača godine New Jerseyja. Prvotno se prijavio na NBA draft 2003., ali je kasnije povukao prijavu i odlučio otići na sveučilište Connecticut.

## Sveučilište
Villanueva se najprije opredjelio otići na sveučilište Illinois, ali nakon što je njihov trener Bill Self napustio momčad odlučio je otići na sveučilište Connecticut.
Na svojoj prvoj godini osvojio je naslov NCAA turnira 2003./04. i dobio priznanje u Big East All-Rookie momčad. Tijekom ljeta 2004. bio je član američke U-21 reprezentacije koja je na Svjetskom juniorskom prvenstvu 2004. osvojila zlatnu medalju. Na svojoj drugoj godini u prosjeku je postizao 13.6 poena i 8.3 skokova. Izabran je za najboljeg igrača Huskiesa i dobio je priznanje All-Big East drugu petorku. Nakon dvije sveučilišne sezone odlučio se prijaviti na NBA draft 2005. godine.

## NBA
Izabran je kao sedmi izbor drafta od strane Toronto Raptorsa. Raptorsi su zbog toga bili jako kritizirani njegovim odabirom na draftu. Međutim, Villanueva je imao solidnu rookie sezonu u kojoj je u prosjeku postizao 13 poena i 6.4 skoka. Od svih novaka bio je drugi najbolji strijelac i skakač, i treći po minutaži i blokadama. Tijekom sezone sakupio je 12 double-double učinaka, a uz to je nastupio na NBA All-Star vikendu u utakmici novaka i sophomorea. Na kraju sezone izabran je u NBA All-Rookie prvu petorku.
Raptorsi su u srpnju 2006. poslali Villaneuvu u Milwaukee Buckse za razigravača T. J. Forda i novčanu naknadu. U sezoni 2008./09. popravio je svoje statističke brojke i u prosjeku postizao rekordnih 16.2 poena, 6.7 skokova i 1.8 asistencija.
2. srpnja 2009. Villanueva je potpisao za Detroit Pistonse, petogodišnji ugovor vrijedan 40 milijuna američkih dolara.

## Bolest
Villanueva boluje od alopecie universalis, medicinske bolesti kojom gubimo mogućnost rasta dlaka na cijelom tijelu (uključujući obrve i kosu). Zbog toga Villanueva tijekom utakmica uvijek nosi traku za kosu (eng. headband).

## NBA statistika

### Regularni dio
| Godina    | Klub      | Odig. uta. | Uta. poč. | Min. | 2P%  | 3P%  | Sl. bac.% | Skok. | Asist. | Ukr. lop. | Blok. | Poena |
| --------- | --------- | ---------- | --------- | ---- | ---- | ---- | --------- | ----- | ------ | --------- | ----- | ----- |
| 2005./06. | Toronto   | 81         | 36        | 29.1 | .463 | .327 | .706      | 6.4   | 1.1    | .7        | .8    | 13.0  |
| 2006./07. | Milwaukee | 39         | 17        | 25.2 | .470 | .337 | .820      | 5.8   | .9     | .6        | .3    | 11.8  |
| 2007./08. | Milwaukee | 76         | 31        | 24.1 | .435 | .297 | .783      | 6.1   | 1.0    | .4        | .5    | 11.7  |
| 2008./09. | Milwaukee | 78         | 47        | 26.9 | .447 | .345 | .838      | 6.7   | 1.8    | .6        | .7    | 16.2  |
| Ukupno    |           | 274        | 131       | 26.5 | .451 | .327 | .789      | 6.3   | 1.2    | .6        | .6    | 13.4  |

## Vanjske poveznice
- Službena stranica
- Profil na NBA.com
- Profil na Basketball-Reference.com
- Profil na Yahoo!
- Profil na ESPN.com
- Profil  Arhivirana inačica izvorne stranice od 22. lipnja 2014. (Wayback Machine) na SI.com